# Robert Beran
Robert Beran (* 15. November 1969 in Martin, Tschechoslowakei) ist ein luxemburgisch-slowakischer Eishockeyspieler, der seit 2015 erneut bei Tornado Luxembourg in der viertklassigen französischen Division 3 spielt. Sein Sohn Thierry ist ebenfalls luxemburgischer Nationalspieler.

## Karriere
Robert Beran begann seine Karriere in der Tschechoslowakei bei Hutník ZŤS Martin. Später spielte er für Iskra Smrečina Banská Bystrica in der 1. Slovenská národná hokejová liga, der zweithöchsten tschechoslowakischen Liga im slowakischen Landesteil. 1993 wechselte er zu Tornado Luxembourg, für die er ab 2000 in der Regionalliga Hessen/Rheinland-Pfalz spielte. 2001, 2002 und 2003 wurde er mit der Mannschaft luxemburgischer Meister und 2003 auch Pokalsieger. Nachdem er die Spielzeit 2005/06 beim IHC Beaufort verbracht hatte, kehrte er zu Tornado zurück und gewann mit ihm 2007 erneut den Pokalwettbewerb. Nachdem er von 2011 bis 2015 erneut in Beaufort spielte und mit der Mannschaft in der fünftklassigen Rheinland-Pfalz-Liga antrat, zog es ihn 2015 zum dritten Mal zu Tornado, wo er seither in der viertklassigen französischen Division 3 spielt.

### International
Für Luxemburg debütierte Beran nach seiner Einbürgerung bei den Welttitelkämpfen der Division II 2004, als die Mannschaft trotz Punktgleichheit mit Israel aufgrund des um 40 Tore schlechteren Torverhältnisses den Abstieg hinnehmen musste. 2005, als er Topscorer und bester Vorbereiter des Turniers war, 2006, 2007, 2008, 2009, als er erneut Topscorer und bester Vorbereiter des Turniers war, 2010, 2011, als er hinter den Israelis Eliezer Sherbatov und Sergei Frenkel die drittmeisten Torvorlagen des Turniers gab, 2012, als er – jeweils hinter dem Iren Gareth Roberts – zweitbester Torvorbereiter und gemeinsam mit dem Türken Emrah Özmen auch zweitbester Scorer des Turniers wurde, 2013, 2014, 2015, 2016 und 2017, als er als zweitbester Vorbereiter hinter dem Georgier Artjom Kurbatow auch zum besten Stürmer des Turniers gewählt wurde, nahm er mit der Mannschaft aus dem Großherzogtum an den Spielen der Division III teil.
Noch bevor Beran für Luxemburg selbst auf dem Eis stand, war er bei der Weltmeisterschaft der U18-Junioren 2000 in der Europa-Division II, der Qualifikation zur Weltmeisterschaft der U20-Junioren 2001 und der Weltmeisterschaft der U20-Junioren 2003 Cheftrainer des luxemburgischen Nachwuchses.

## Erfolge und Auszeichnungen
- 2001 Luxemburgischer Meister mit Tornado Luxembourg
- 2002 Luxemburgischer Meister mit Tornado Luxembourg
- 2003 Luxemburgischer Meister und Pokalsieger mit Tornado Luxembourg
- 2007 Luxemburgischer Pokalsieger mit Tornado Luxembourg

### International
- 2005 Topscorer und meiste Torvorlagen bei der Weltmeisterschaft der Division III
- 2009 Topscorer und meiste Torvorlagen bei der Weltmeisterschaft der Division III
- 2017 Aufstieg in die Division II, Gruppe B, bei der Weltmeisterschaft der Division III
- 2017 Bester Stürmer der Weltmeisterschaft der Division III